# Akrophonie
Akrophonie (vom griechischen akros = Spitze und phonein = tönen) ist die Methode, die Buchstaben einer Schrift nach einem Gegenstand oder einem Tier zu benennen, das mit dem gleichen Buchstaben beginnt. Ein Beispiel hierfür ist das semitische Alphabet:
- aleph = Rind
- beth = Haus
- gimel = Kamel
- dalet = Türflügel

Dies ist der erste Schritt der Umwandlung einer Zeichenschrift in eine Buchstabenschrift. 